# 1971 v letectví
Tento článek obsahuje seznam událostí souvisejících s letectvím, které proběhly roku 1971.

## Události

### Květen
- 20. května – Boeing oznamuje zrušení projektu SST (nadzvukový dopravní letoun)

### Září
- 6. září – Únosy Dawson's Field – synchronizovaný únos čtyř letadel blízkovýchodními teroristy (skončil 11. září zničením všech letounů).

### Prosinec
- 3.–17. prosince – Indicko-pákistánská válka. Indické letectvo ztrácí 72 letounů, Pákistánské letectvo 94 letounů.

## První lety

### Leden
- 15. ledna – Jakovlev Jak-38
- 20. ledna – Grumman E-2C Hawkeye

### Únor
- 26. února – Saab-MFI 15

### Březen
- AEREON 26
- 15. března – VFW-Fokker H3 Sprinter, D-9543
- 21. března – IAI Nešer
- 21. března – Westland Lynx, XW835 [1]
- 25. března – Iljušin Il-76, SSSR-86712
- 26. března – CASA C.212 Aviocar
- 31. března – SH-2 Sea Sprite

### Duben
- 22. dubna – Aero Boero AB-210
- 29. dubna – Piper PA-48 Enforcer

### Květen
- 28. května – Dassault Mercure, F-WTCC

### Červenec
- 14. července – VFW-614, D-BABA
- 20. července – Mitsubishi T-2
- 23. července – GAF Nomad, VH-SUP
- 30. července – Robin HR200

### Srpen
- 4. srpna – Agusta A109

### Září
- 3. září – EMBRAER Xavante
- 10. září – Bell 309 KingCobra, N309J
- 12. září – Bede BD-5, N500BD
- 30. září – Avro Shackelton AEW2, WL745

### Říjen
- 21. října – Italair F.20 Pegaso, I-GEAV

### Prosinec
- Aerosport Quail, N88760